# Перемога (часопис)
«Перемога» — львівський часопис. Орган націоналістичного Фронту національної єдності. Виходив у 1933—1936 роках.

## Головні дані
Начальний редактор: Дмитро Паліїв (1934—1935). Відповідальний редактор: Едвард Жарський (1933—1934), Олександер Тарнович (1934—1935). Редактор: М. Іванейко (1936). Видавець: видавництво «Батьківщина». Друк: Наукового товариства ім. Шевченка, Львів, Чарнецького, 26. Обсяг: 16 с. (1933—1935), 80 с. (1936).
Виходив спочатку як двотижневик, з 25 числа 1934 року — як місячник, а після заборони у жовтні 1935 року був відновлений 1936 року як щоквартальне видання.
Усього вийшло 38 номерів.

## Тематика
Перше число «Перемоги» вийшло 1 листопада 1933 року — до 15-ї річниці Листопадового повстання 1918 року. Часопис був органом Фронту національної єдності — націоналістичної організації, яка засуджувала як УНДО — за його компроміси з польською владою, так і ОУН — за тактику терору.
У 1933—1935 роках «Перемога» торкалася широкого кола тем — від літератури до економіки. Ці проблеми висвітлювали цікаво та доступно. Центральною темою публікацій було плекання національної свідомості та опис політичних поглядів ФНЄ, які згодом отримали назву «творчий націоналізм». Одну з його засад Дмитро Паліїв схарактеризувати так: «Самоспасення треба замінити фанатизмом успіху на всіх ділянках життя» (1933. — Ч. 1. — С. 8). Часопис торкався також проблем міжнародного життя, публікував короткі передруки з інших газет, часто з критичними зауваженнями.
Після відновлення 1936 року вийшло тільки 3 числа «Перемоги», але це були великі за обсягом (80 с.) квартальники. У них публікували розвідки з програмних положень ФНЄ, матеріали про європейські політичні доктрини (Жорж Сорель, Роберт Міхельс, Беніто Муссоліні).
Постійною була рубрика «Книжки, надіслані до редакцій» та інформація про опубліковані чи готові до друку книжки з різних галузей знань.
Загалом, часопис вважають характерним представником політичної течії, яку названо «творчий націоналізм».
Серед авторів публікацій: Михайло Блозовський, Олесь Бабій, О. Бескид, І. Броздів, Іван Витвицький, Степан Волинець, Василь Гірний.